# Crnaja (Srbac)
Crnaja (szerbül: Црнаја), település Bosznia-Hercegovinában, Srbac községben, Bosanska krajina területén, a Szerb Köztársaságban. 

## Fekvése
Bosznia-Hercegovina északi részén, Banja Lukától légvonalban 39, közúton 45 km-re északkeletre, községközpontjától légvonalban 4, közúton 5 km-re délnyugatra, az Orbász jobb partjától keletre húzódó síkságon, 92-94 méteres tengerszint feletti magasságban található. 

## Népessége
| Nemzetiségi csoport | Népesség 1991 | Népesség 2013 |
| ------------------- | ------------- | ------------- |
| Szerb               | 46            | 86            |
| Bosnyák             | 38            | 13            |
| Horvát              | 1             | 1             |
| Jugoszláv           | 21            | 0             |
| Egyéb               | 4             | 8             |
| Összesen            | 110           | 108           |

## Története
A település a 19. század végén erdőirtással jött létre a Crnaja-erdő területén. A térség 1878-ig tartozott az Oszmán Birodalomhoz, ekkor a berlini kongresszus határozata alapján az Osztrák-Magyar Monarchia része lett. Az osztrák-magyar uralom idején nagy népességmozgás ment végbe a térségben. A monarchia szétesésével 1918-ban előbb a Szerb-Horvát-Szlovén Királyság, majd 1929-től a Jugoszláv Királyság része. Az 1929-es törvény értelmében, amikor Bosznia-Hercegovinát négy banovinára, Drinskára, Vrbaskára, Zetskára és Primorskára osztották, a település a Vrbaska banovina része lett, amelynek székhelye Banja Luka volt Jugoszlávia megszállása után a Független Horvát Állam (NDH) része lett. A második világháború után a település a szocialista Jugoszláviához tartozott. A daytoni békeszerződést követő területfelosztásnál Srbac község részeként a Szerb Köztársaság területéhez került.